# Santiago Buenavista
Santiago Buenavista är en ort i Mexiko.   Den ligger i kommunen Tonalá och delstaten Chiapas, i den sydöstra delen av landet, 700 km sydost om huvudstaden Mexico City. Santiago Buenavista ligger 24 meter över havet och antalet invånare är 148.
Terrängen runt Santiago Buenavista är platt åt sydväst, men åt nordost är den kuperad. Runt Santiago Buenavista är det ganska glesbefolkat, med 50 invånare per kvadratkilometer. Närmaste större samhälle är Tonalá, 6,2 km öster om Santiago Buenavista. Omgivningarna runt Santiago Buenavista är en mosaik av jordbruksmark och naturlig växtlighet.